# Milada Horáková
Milada Horáková, född 25 december 1901 i Prag, död 27 juni 1950 i Prag, var en tjeckisk politiker som tillhörde Tjeckoslovakiska nationella socialistiska partiet, Československá národně socialistická strana.

## Biografi
Horáková studerade juridik vid Karlsuniversitetet i Prag. Hon var engagerad i samhällsfrågor, särskilt kvinnors rättigheter. År 1929 gick hon med i Tjeckoslovakiska nationella socialistiska partiet (tjeckiska: Československá národně socialistická strana), som var ett närmast socialdemokratiskt eller vänsterliberalt parti, till höger om det marxistiska socialdemokratiska partiet. Partiet grundades 1897 och dess mest kände representant var Edvard Beneš, en av det fria Tjeckoslovakiens grundare. 
Efter Tredje rikets intåg i Tjeckoslovakien i mars 1939 blev hon aktiv i motståndsrörelsen. Tillsammans med sin man greps hon och tillbringade två år i Pankrácfängelset i Prag, där hon förhördes av Gestapo. Efter mordet på Reinhard Heydrich år 1942 sändes Horáková till "Kleine Festung", fängelset intill koncentrationslägret Theresienstadt. År 1944 ställdes hon inför rätta i Dresden och åklagaren yrkade på dödsstraff. Hon dömdes till åtta års fängelse, men hon blev fri vid krigsslutet 1945.
Horáková återvände till Prag och anslöt sig på nytt till det nationella socialistiska partiet. Året därpå blev hon ledamot av Nationalförsamlingen, men lämnade denna efter Pragkuppen 1948. Hennes vänner vädjade till henne att lämna landet, men hon vägrade. I september 1949 greps hon och anklagades för att leda ett kuppförsök mot den kommunistiska regimen.
Státní bezpečnost, Tjeckoslovakiens säkerhetspolis, försökte att förmå de förmenta kuppmakarna att erkänna sig skyldiga till högförräderi och använde sig av såväl fysisk som psykisk tortyr. Rättegången mot Horáková och tolv medåtalade inleddes den 31 maj 1950. I denna skådeprocess dömdes Horáková, Jan Buchal, Záviš Kalandra och Oldřich Pecl till döden genom hängning. Albert Einstein, Winston Churchill och Eleanor Roosevelt bad förgäves om nåd för Horáková. Den 27 juni 1950 avrättades Milada Horáková i Pankrácfängelset i Prag.
År 2017 hade den biografiska filmen Milada premiär.

### Webbkällor
- Milada Horáková, Executed by the Communists